# Пацаны (3-й сезон)
Третий сезон американского супергеройского телесериала «Пацаны», который является первым сериалом франшизы, основанной на одноимённой серии комиксов, написанных Гартом Эннисом и Дэриком Робертсоном. Сериал был разработан для телевидения американским сценаристом и телепродюсером Эриком Крипке и спродюсирован Sony Pictures Television совместно с Point Grey Pictures, Original Film, Kripke Enterprises, Kickstart Entertainment и KFL Nightsky Productions.
В третьем сезоне сериала снимались Карл Урбан, Джек Куэйд, Энтони Старр, Эрин Мориарти, Доминик Макэллиготт, Джесси Т. Ашер, Лаз Алонсо, Чейс Кроуфорд, Томер Капон, Карен Фукухара, Натан Митчелл, Колби Минифи, Клаудия Думит и Дженсен Эклз. Действие происходит через год после событий предыдущего сезона, и история рассказывает о титулованных Пацанах, которые теперь работают в Бюро по делам супергероев Виктории Ньюман, чтобы задержать проблемных Суперов, будучи в мире с «Семёркой». Однако конфликт возобновляется, как только Бутчер начинает расследовать правду об очевидной смерти Солдатика, одного из первых американских супергероев «Vought», в надежде навсегда убить Хоумлендера. Тем временем психическая стабильность Хоумлендера начинает ухудшаться, поскольку «Vought» пытается ограничить его власть, в то время как другие члены «Семёрки», такие как Старлайт и Королева Мэйв, помогают Пацанам в их заговоре против него.
Сезон был объявлен ещё до премьеры второго сезона, 23 июля 2020 года, на афтершоу, организованном Аишей Тайлер для San Diego Comic-Con@Home в 2020 году. Шоу выходило еженедельно на стриминговом сервисе Amazon Prime Video, причём премьера первых трёх эпизодов состоялась 3 июня 2022 года, а остальные выпускались до 8 июля 2022 года. Сезон получил высокую оценку от критиков за сценарий, чёрный юмор, боевые сцены, развитие персонажей, сюжетную линию и выступления, особенно Урбана, Старра и Эклза. 10 июня 2022 года сериал был продлён на четвёртый сезон.

## Эпизоды
| № общий | № в сезоне | Название                                                                                       | Режиссёр       | Автор сценария               | Дата премьеры |
| --- | ---------- | ---------------------------------------------------------------------------------------------- | -------------- | ---------------------------- | ------------- |
| 17 | 1          | «Расплата» «Payback»                                                                           | Филип Сгриккиа | Крэйг Розенберг              | 3 июня 2022   |
| Спустя год после конфликта со Штормфронт Бутчер и большинство «Пацанов» работают на Бюро по делам супергероев, чтобы задерживать проблемных суперов. Эдгар предлагает Энни, отныне публично встречающейся с Хьюи, занять должность второго капитана «Семёрки», чтобы восстановить репутацию Vought, что не нравится Хоумлендеру. Эдгар также пытается продать сенатору Роберту Сингеру V24, новую разновидность Препарата V, дающую суперспособности на сутки, но безрезультатно. Мэйв втайне встречается с Бутчером, чтобы попросить его отыскать «Расплату», группу супергероев, утратившую популярность после основания «Семёрки», и узнать правду о смерти их бывшего лидера, Солдатика, надеясь найти способ убить Хоумлендера. Также она даёт ему несколько ампул с V24, которые он собирается использовать. Уходя с работы, Хьюи замечает человека по имени Тони, который утверждает, что он — лучший друг Ньюман, и называет её Надей. Они вместе уходят в переулок, где Тони просит её рассказать правду о «Красной реке». Она отказывается и убеждает Тони сделать то же самое, прежде чем убить его, не подозревая о присутствии Хьюи. |            |                                                                                                |                |                              |               |
| 18 | 2          | «Единственный в небе» «The Only Man in the Sky»                                                | Филип Сгриккиа | Дэвид Рид                    | 3 июня 2022   |
| Пока «Пацаны» расследуют смерть Солдатика, Хьюи посещает «Красную реку», приют для детей со сверхспособностями, и копирует его архивы. Французик и Кимико вступают в схватку с Алой Графиней, вдовой Солдатика, в Воутленде, но она сбегает, в процессе убивая маскота Хоумлендера. Бутчер сталкивается с бывшим напарником Солдатика Порохом, но оказывается ранен в последовавшей за этим перестрелке. Бутчер звонит Хьюи и соглашается перестать применять насилие, однако разочарованный Хьюи заставляет его передумать, рассказав тому о способностях Ньюман. Бутчер принимает дозу V24 и вступает в очередную схватку с Порохом, с лёгкостью побеждает его и узнаёт, что Солдатик погиб в Никарагуа во время миссии, которую курировала Мэллори. Разозлённый этим открытием, Бутчер убивает Пороха. По совету своей бывшей жены ММ вновь присоединяется к «Пацанам». Во время подготовки к празднованию своего Дня рождения Хоумлендер пытается заставить Энни относиться к нему с уважением, но она отказывает ему при поддержке Эдгара. Когда за несколько часов до празднования Штормфронт совершает самоубийство, Хоумлендер выходит из себя, заявляет, что администрация Vought пытается контролировать его, и настаивает на том, что он нужен миру, поскольку он — «настоящий герой». |            |                                                                                                |                |                              |               |
| 19 | 3          | «Берег варваров» «Barbary Coast»                                                               | Джулиан Холмс  | Анслем Ричардсон и Джефф Олл | 3 июня 2022   |
| После выступления Хоумлендера его рейтинги среди белых мужчин стремительно растут, что заставляет администрацию Vought занять более пассивную позицию в отношение его действий, что приводит Хоумлендера в восторг. Под давлением со стороны Хоумлендера во время съёмок реалити-шоу «Американский герой» друг детства и бывший парень Энни Суперсоник присоединяется к «Семёрке», в то время как Подводный возвращается в состав. Затем Хоумлендер объявляет, что они с Энни любят друг друга, с чем она с неохотой соглашается. Тем временем Мэллори рассказывает о том, что «Расплата» сотрудничала с ЦРУ в борьбе с коммунистическим правительством Никарагуа в период Холодной войны, но после нападения никарагуанских и русских солдат Чёрный Нуар был серьёзно ранен, а Солдатик, по словам Алой Графини, был убит супероружием русских. Будучи в ярости из-за того, что Мэллори не рассказала ему о супероружии ранее, а также под воздействием побочных эффектов после приёма V24 Бутчер срывается на Райана и обвиняет его в смерти Бекки. Затем Бутчер заставляет Французика связаться с его бывшей начальницей, «Маленькой Ниной» Наменко, чтобы договориться с ней о поездке в Россию. |            |                                                                                                |                |                              |               |
| 20 | 4          | «Славная пятилетка» «Glorious Five Year Plan»                                                  | Джулиан Холмс  | Мередит Глинн                | 10 июня 2022  |
| Бутчер встречается с Наменко и договаривается о поездке «Пацанов» в Россию в обмен на убийство определённой цели. Узнав о V24, Хьюи просит Бутчера дать ему одну дозу. Он отказывается, но Хьюи втайне вкалывает себе препарат. Когда «Пацаны» проникают в лабораторию Министерства энергетики, их окружает русский спецназ, которых Бутчер и Хьюи побеждают с помощью своих способностей. Бутчер вскрывает капсулу, в которой находится живой Солдатик, выпускающий энергетический заряд, который лишает Кимико сил, и сбегает. Ньюман организовывает конференцию с целью прояснить ситуацию с Хоумлендером, но предаёт Эдгара, обвиняя его в совершённых преступлениях. Взамен Хоумлендер предоставляет Ньюман дозу Препарата V, после чего та делает инъекцию своей дочери Зои. Энни просит Мэйв и Алекса помочь ей в борьбе с Хоумлендером. Алекс пытается также завлечь Поезд-А, увидев, как над ним издевались Хоумлендер и Подводный. Хоумлендер показывает Энни останки Алекса, которого он убил, узнав о её плане от Поезда-А. Когда тот угрожает жизни Хьюи, она со слезами на глазах покоряется ему. |            |                                                                                                |                |                              |               |
| 21 | 5          | «Последний взор на сей мир лжи» «The Last Time to Look on This World of Lies»                  | Нельсон Крэгг  | Элли Монахэн                 | 17 июня 2022  |
| Французик доставляет Кимико в больницу, где она узнаёт, что потеряла свои способности, чему оказывается весьма рада. Вскоре Нина встречается с Французиком, чтобы дать ему очередную работу. Хьюи рассказывает Энни о том, что он принял V24. Мэйв даёт Бутчеру очередную дозу V24, после чего пьёт и занимается с ним сексом. Тем не менее, Хоумлендер и Нуар узнают об этом и берут её в заложники. После ухода Эдгара Эшли выдвигает свою кандидатуру на пост президента Vought. Поезд-А просит Синего Ястреба, супергероя, применявшего насилие в сторону афроамериканцев из Трентона, Нью-Джерси, публично извиниться, но Ястреб провоцирует потасовку, в которой страдают несколько очевидцев, в том числе и брат Поезда-А, Нейтан. По возвращении в Америку Солдатик случайно вызывает взрыв, о чём узнают «Пацаны». ММ, Бутчер и Хьюи приходят к Легенде, бывшему администратору Vought, который рассказывает, что Солдатик ищет Графиню. «Пацаны» опережают его и парализуют её. По прибытии Солдатика Бутчер предлагает ему объединиться. Солдатик убивает Графиню. Энни, прибывшая по просьбе ММ, просит Хьюи не уходить вместе с Бутчером и Солдатиком, но Хьюи её не слушает. |            |                                                                                                |                |                              |               |
| 22 | 6          | «Героргазм» «Herogasm»                                                                         | Нельсон Крэгг  | Джессика Чоу                 | 24 июня 2022  |
| Подводный и Хоумлендер обнаруживают запись с камер наблюдения, на которой Солдатик убивает Алую Графиню, что заставляет Чёрного Нуара удалить свой чип отслеживания и исчезнуть. После съёмки передачи, Старлайт разговаривает с Викторией Ньюман. Та интересуется, почему Хьюи не появляется на работе. Старлайт говорит, что Хьюи в походе с отцом. На что Ньюман отвечает, что ей показалось, что Хьюи избегает её, опасаясь за свою жизнь. Но тут же успокаивает Старлайт, что не причинит вреда им и их родным, и предлагает сделку: Старлайт, используя своих подписчиков продвигает Викторию в политической карьере, в обмен та защитит её от Хоумлендера. Старлайт отказывается. Виктория уходит, а у Старлайт из носа начинает идти кровь. Нина похищает Кимико и Чери и заставляет Французика выбирать, кого казнить, но Кимико освобождается и жестоко убивает приспешников Нины, в то время как Нина убегает. Мясник и Хьюи соглашаются помочь Солдатику выследить его старых товарищей по команде «Расплата» — начиная с близнецов ТНТ — в обмен на его помощь в убийстве Хоумлендера. Молоко Матери и Энни находят Близнецов в Вермонте, где они устраивают «Героргазм» — ежегодную оргию Суперов (Учреждённую Либерти/Штормфронт и Солдатиком). Вскоре после этого появляется Солдатик со сверхсильными Хьюи и Мясником. Подводный и Поезд-А тоже находятся там. Узнав от Близнецов, что Чёрный Нуар продал его русским, Солдатик, под воздействием песни, которую ставили во время опытов над ним, случайно выпускает ещё один энергетический заряд, который разрушает дом. Солдатик, Мясник и Хьюи объединяются, чтобы сразиться с Хоумлендером, который отступает прежде чем Солдатик успевает его убить. Поезд-А падает в обморок от сердечной недостаточности после того, как использовал свои силы, чтобы убить Синего Ястреба. Энни снимает живую видеозапись в которой изобличает всех суперов, в том числе и Хоумлендера, и заявляет, что она уходит из «Семёрки» и отрекается от своего героического альтер эго. |            |                                                                                                |                |                              |               |
| 23 | 7          | «Вот зажгу я пару свеч — ты в постельку можешь лечь» «Here Comes a Candle to Light You to Bed» | Сара Бойд      | Пол Греллонг                 | 1 июля 2022   |
| Хоумлендер начинает испытывать панические атаки после драки с Солдатиком. Ньюман передаёт ему какой-то документ, который шокирует его. Из флэшбэков и мультяшных галлюцинаций становится известно, что Нуар с помощью «Расплаты» по поручению Стэна Эдгара сдал Солдатика русским в качестве мести за его непристойное поведение и для того, чтоб освободить место для нового сильного Супера (Хоумлендера). Однако, в процессе борьбы с Солдатиком, Нуар получил тяжёлые ранения головы, из-за чего теперь носит маску и, возможно, немой. Воображаемые друзья утешают Нуара, мотивируя его не бояться Солдатика и закончить начатое. Поезд-А успешно переносит трансплантацию сердца Синего Ястреба. Бутчер, Хьюи и Солдатик отправляются на поиски Мозгового Шторма, который заточает Бутчера в воспоминаниях о его агрессивном отце и самоубийстве младшего брата Ленни. Хьюи просит Шторма освободить Бутчера в обмен он перенесёт его в безопасное место, где Солдатик его не найдёт. Очнувшись, Бутчер просит у Хьюи прощения за всё. Вскоре после этого Солдатик убивает Мозгового Шторма. Пытаясь добыть в башне Vought Препарат V для Кимико, Энни узнаёт, что V24 убивает тех, кто принял его 3—5 раз. Хоумлендер пристаёт к Энни в связи с её прямым эфиром и сознаётся в своих преступлениях, что Энни записывает на видео и публикует в сети. Французик делает Кимико укол Препаратом V, после чего её раны залечиваются, а способности возвращаются. Энни рассказывает Бутчеру о побочных эффектах от приёма V24, но тот предпочитает скрыть это от Хьюи. Солдатик звонит Хоумлендеру по телефону и сообщает о том, что он — его биологический отец. |            |                                                                                                |                |                              |               |
| 24 | 8          | «До белого каления» «The Instant White-Hot Wild»                                               | Сара Бойд      | Логан Ричи и Дэвид Рид       | 8 июля 2022   |
| Чёрный Нуар возвращается в башню «Семёрки». Хоумлендер убивает его за то, что он знал, что Солдатик — его отец, но не сказал. Отчитав свою команду, он даёт задание Подводному, а сам прилетает к Райану (адрес был передан Викторией Ньюман, в обмен Подводный убивает её конкурента - потенциального кандидата на пост вице-президента США). В башню должен приехать прокурор, чтобы найти Мэйв. Эшли принимает решение усыпить Мэйв и перевезти её, но по дороге она сбегает, добираясь до Старлайт. Французику доставляют газ «Новичок», который должен усыпить Солдатика. Мэйв, ММ, Кимико, Французик и Старлайт врываются к Бутчеру, Хьюи и Солдатику. В последний момент, Мэйв выбрасывает «Новичок», говоря, что Солдатик нужен, чтобы убить Хоумлендера. Бутчер, Хьюи, Солдатик и Мэйв отправляются в башню, запирая остальных в сейфе. Выбравшись, они разделяются: Кимико и Французик едут в лабораторию, чтобы изготовить новую дозу «Новичка», а Старлайт и ММ — в башню. В пути Бутчер вырубает Хьюи и врёт Солдатику, что он их предал. Когда они прибывают в башню, Хоумлендер говорит Солдатику, что он убил Нуара, и знакомит с Райаном. Но Солдатик говорит, что разочарован им, и вместе с Бутчером и Мэйв готовятся убить его. Это вынуждает Райана применить своё лазерное зрение против Солдатика. Разозлённый, он нападает на Райана, и готовится убить его вместе с Хоумледером, но в последний момент Бутчер не даёт ему этого сделать, объясняя, что он дал обещание защитить Райана. Бутчер дерётся с Солдатиком, в то время, как Мэйв дерётся с Хоумлендером, в результате чего теряет глаз, но ранит Хоумлендера. Солдатик побеждает Бутчера и готовится его убить, но его спасают подоспевшие Старлайт, Кимико и ММ. В ходе драки Солдатик почти побеждает всех остальных и готовится убить их, но Мэйв выбрасывается вместе с ним в окно. После этого всего, Райан уходит с Хоумлендером. Проходит прощание с Мэйв (которая на самом деле выжила, но потеряла свои силы, и уезжает вместе с Еленой). Бутчеру из-за приёма V24 остаётся жить около года. Старлайт избавляется от своего костюма и присоединяется к «Пацанам». Хоумлендер знакомит публику с Райаном, при этом убивает человека, кинувшего мусор в Райана, что, однако, радует толпу. |            |                                                                                                |                |                              |               |

## Актёры и персонажи
| - Карл Урбан — Уильям «Билли» Бутчер - Лука Виллакис — подросток Бутчер - Джошуа Захария — молодой Бутчер - Джек Куэйд — Хью «Хьюи» Кэмпбелл-мл. - Энтони Старр — Джон / Хоумлендер - Эрин Мориарти — Энни Дженьюари / Старлайт - Майя Мисалевич — молодая Энни Дженьюари - Доминик Макэллиготт — Мэгги Шоу / Королева Мэйв - Джесси Т. Ашер — Реджи Франклин / Экспресс - Лаз Алонсо — Марвин Т. «Молоко Матери» Милк / ММ - Элиас Леон Ликок — молодой Марвин Т. Милк - Чейс Кроуфорд — Кевин Московиц / Подводный - Томер Капон — Серж / Французик - Карен Фукухара — Кимико Миясиро / Самка - Натан Митчелл — Ирвинг / Чёрный Нуар - Фритци-Кливанс Дестин — молодой Ирвинг / Чёрный Нуар - Колби Минифи — Эшли Барретт - Клаудия Думит — Виктория «Вик» Ньюман / Надя - Элиза Паст — молодая Надя - Дженсен Эклз — Бен / Солдатик | - Джанкарло Эспозито — Стэн Эдгар - Джастин Дэвис — молодой Стэн Эдгар - Лайла Робинс — Грейс Мэллори - Сара Свайр — молодая Грейс Мэллори - Кэмерон Кроветти — Райан Бутчер - Кэти Брайер — Кассандра Шварц - Майлз Гастон Вильянуэва — Алекс / Суперсоник - Лука Ориел — молодой Алекс / Барабанщик - Мэттью Эдисон — Кэмерон Коулман - Мэттью Горман — Тодд - Лию Абере — Джанин - Лори Холден — Алая Графиня - Сабрина Содин — Тоже Эшли - Катя Винтер — Нина «Маленькая Нина» Наменко - Ник Уэкслер — Синий Ястреб - Тайлер Уильямс — Евгений - Фрэнсис Тёрнер — Моник - Джек Дулан — Томми Ти-Эн-Ти - Кристин Бут — Тесса Ти-Эн-Ти - Джек Фултон — Ленни Бутчер - Кристиан Киз — Натан Франклин - Шон Патрик Флэнери — Порох - Гэттлин Грин — молодой Порох - Джим Бивер — Роберт «Боб» Сингер - Райан Блейкли — Мозговой шторм | - Ая Кэш — Клара Райзингер / Либерти / Штормфронт - Саймон Пегг — Хью Кэмпбелл-ст. - Малкольм Барретт — Сет Рид - Шантель ВанСантен — Бекка Бутчер (голос) - Бретт Геддес — Термит - Кайл Мак — Тони - Жасмин Хусейн — Сильвер Кинкейд - Эбигейл Уитни — Лунная тень - Энн Кьюсак — Донна Дженьюари - Джордана Лажуа — Шери Синклер - Джоэл Лабель — Мухобой - Ясмин Гельо — Олигарх - Кумэйл Нанджиани — Вик - Пол Райзер — Легенда - Эрик Бауза — Бобр Бастер (голос) - Грей Гриффин — Две птицы (голос) - Никола Коррейя-Дамуд — Елена |

Билли Зейн, Шарлиз Терон, Сет Роген, Пэттон Освальт, Джош Гэд, Мила Кунис, Эштон Кутчер, Элизабет Бэнкс, Айша Тайлер и Роуз Бирн появляются в качестве вымышленных версий самих себя, причём Зейн и Терон соответственно сыграли Аластера Адану и Штормфронт в вымышленных фильмах о «Семёрке», в то время как Роген изображал себя как пользователя сайта SupePorn.com под ником «SirCumsALot779» в эпизоде «Последний взор на сей мир лжи», а остальные появляются в первой сцене эпизоде «Героргазм» в пародии на кавер-версию в исполнении супергруппы знаменитостей «Imagine», организованной Галь Гадот во время локдауна COVID-19. Джаз Синклер появляется на фотографии в эпизоде «Единственный в небе» в роли Мари Моро, перед тем как она исполнила главную роль в спин-оффе сериала, «Поколении „Ви“».

## Производство

### Разработка
Третий сезон был анонсирован 23 июля 2020 года, ещё до премьеры второго сезона, на афтершоу, организованном Айшей Тайлер для San Diego Comic-Con@Home в 2020 году. 16 октября 2020 года было раскрыто, что первый эпизод сезона получил название «Расплата». Эрик Крипке подтвердил, что шестой эпизод сезона будет адаптацией мини-серии комиксов «Героргазм», который будет носить то же название и будет посвящён фестивалям оргий супергероев. Крипке подтвердил, что Солдатик будет отличаться от комиксов, раскрыв, что вместо того, чтобы быть изображённым как супергерой, который ежегодно занимается сексом с Хоумлендером в попытке получить членство в «Семёрке», он будет изображён как «Хоумлендер до Хоумлендера». Крипке также рассказал, что Солдатик не будет невинным, как он показан в комиксах, и вместо этого он будет изображён как кто-то, кто хуже «Хоумлендера». Лаз Алонсо раскрыл, что третий сезон будет в три раза более кровавым, чем предыдущий сезон, раскрыв, что они использовали три с половиной галлона поддельной крови, в то время как в предыдущем сезоне использовалось всего менее галлона крови. 17 мая 2022 года было подтверждено, что команда супергероев «Расплата» дебютирует в живом исполнении в этом сезоне, и в шоу будут представлены несколько супергероев. Новыми героями, помимо Солдатика, станут Алая Графиня, Мухобой, Близнецы Ти-Эн-Ти, Порох и Мозговой шторм.

### Сценарий
Шоураннер сериала Эрик Крипке сказал, что ожидается, что в этом сезоне будет глубже изучена американская история вселенной шоу и прошлое «Vought». Он также сообщил, что в этом сезоне будет представлена команда супергероев «Расплата»:

«Я имею в виду их всех! Я имею в виду, я думаю, что все они делают удивительные вещи. Я имею в виду, что 3-й сезон весёлый, потому что он не только о Солдатике, но и о команде, частью которой он был, и которая называется „Расплата“. И Лори Холден играет Алую Графиню, и есть куча других потрясающих героев. Итак, мы как бы видим, кто был „Семёркой“ до „Семёрки“. И какой была жизнь для „Vought“? На что была похожа история „Vought“ в 60-е, 70-е и 80-е годы? Копаться в мировой истории, а не только в настоящем, было очень весело».
Лаз Алонсо рассказал, что ожидалось, что сезон будет темнее, чем предыдущие сезоны, заявив, что Солдатик был довольно мрачным персонажем, который также мрачно сочетается с другими суперами. В октябре 2020 года было раскрыто, что уже готовый сценарий третьего сезона получил название «Расплата», подтверждая, что одноимённая группа супергероев дебютирует в сериале в живом исполнении.
Одним из многих супергероев, представленных в шоу, является Солдатик, который является лидером супергеройской группы «Расплата». Персонаж описывается как супергерой, столь же опасный, как и Хоумлендер, воевавший во время Второй мировой войны, который представляет собой воплощение токсичной маскулинности и патриотизма. Крипке дразнил, что в отличие от комиксов, где персонаж изображён как невинный и трусливый супергерой, который ежегодно занимается сексом с Хоумлендером в попытке получить членство в «Семёрке», он будет изображён как «Хоумлендер до Хоумлендера» и что он будет хуже, чем тот же Хоумлендер:

«Я бы сказал, что в комиксах он в основном просто какой-то неуклюжий и подчинённый Хоумлендеру. Когда мы вписываем его в шоу, мы начинаем по-настоящему говорить об истории „Vought“, потому что он похож на Джона Уэйна. Он один из тех парней, которые существуют на протяжении десятилетий истории „Vought“. И он был Хоумлендером до Хоумлендера, так что он из другой эпохи, но у него есть эго и амбиции — это просто проявляется по-другому, потому что он из другого времени».
В сериале персонажа похищают и пытают русские, чтобы изобразить его супергероем, который не будет таким, каким он был в своё время, когда он проснётся. Крипке внёс это изменение с намерением создать супергероя, который потенциально мог бы стать опасным соперником Хоумлендера с почти такой же силой, чтобы противостоять ему и сражаться с ним. Ещё одним важным изменением персонажа является то, что его костюм будет зелёным вместо современного красно-бело-синего костюма.
Крипке рассказал, что шестой эпизод сезона в конечном итоге адаптирует мини-серию комиксов «Героргазм», в центре которого — фестивали оргий супергероев. Он описал сцену как очень сложную из-за того, что сценаристы пытались найти способ, как заставить сцену вписаться в сюжетную линию шоу. Дженсен Эклз считал этот эпизод самым травмирующим опытом для съёмочной группы, что даже режиссёр был сбит с толку: «Я знаю, мне просто было очень любопытно, как это будет работать. И даже режиссёр сказал: „Я больше не знаю, что я снимаю.“ Наша съёмочная группа выглядела травмированной». Эпизод описывается как самый дикий в сериале, поскольку он намеревается дожать несколько пределов для шоу с рейтингом TV-MA, вплоть до того, что Чейс Кроуфорд выражает обеспокоенность реакцией фанатов и события до такой степени, что считает, что он и остальная команда могут быть исключены из Интернета.
Крипке рассказал, что из сюжетных линий, показанных в третьем сезоне, он считает развитие персонажа Кимико своим любимым, сказав, что с начала премьеры сезона начнётся её путешествие по эмоциональной арке, которую ей предстоит исследовать. Крипке заявил, что после предыдущих сезонов он решил, что наконец-то важно дать персонажу некоторую свободу действий:

«Да, это одна из моих любимых сюжетных линий. Вы действительно наблюдаете, как она расцветает как личность и действительно начинает проявлять свою собственную волю. Большую часть жизни Кимико делала то, чего хотели другие люди. Для меня было действительно важно, что, хотя она, возможно, и не говорит буквально, у неё действительно есть голос, и у неё действительно есть взгляд и точка зрения. Это потрясающе — делать это. И Карен заслуживает большего признания, чем, я думаю, она получает, потому что прямо сейчас она выступает в одном из самых крутых номеров на телевидении. Я бросаю вам вызов, чтобы вы выбрали момент, когда вы не совсем понимаете, где находится голова Кимико; о чём она думает и что чувствует. И она делает это, не говоря ни единого чёртова слова. Это так сложно, и Карен делает это так легко, что наблюдать за этим просто поразительно».
Сцена премьеры сезона была вдохновлена популярной теорией, ставшей вирусным мемом фильма Кинематографической вселенной Marvel «Мстители: Финал», когда фанат предложил возможную теорию о том, что Человек-муравей убьёт Таноса, сжавшись внутри прямой кишки последнего и расширившись. Однако эта теория была опровергнута одним из сценаристов фильма «Мстители: Финал» Кристофером Маркусом, заявившим, что прямая кишка Таноса была слишком сильной для Человека-муравья и последний был бы убит вместо этого. Эта сцена показана в течение первых 15 минут шоу, где Термит попадает в пенис своего любовника во время занятий с ним любовью, но он случайно чихает, возвращаясь к нормальному размеру и убивая последнего. Крипке принял решение доказать эту теорию, чтобы дать фанатам то, чего Marvel никогда бы не сделала:

«Крэйг Розенберг написал сценарий и заслуживает большей части вины за это. Они развиваются в комнате сценаристов, и эволюция этой сцены началась со слов: „Нам нужно, чтобы Пацаны сразились с супергероем.“ И тогда мы спрашиваем: „Какого большого супергероя мы ещё не делали?“ Кто-то говорит: „Мы не делали Человека-муравья.“ А потом кто-то другой говорит: „Есть мем, где Человек-муравей взбирается на задницу Таноса и взрывает его. Так что мы должны это сделать. Мы должны дать зрителям то, чего Marvel не может им дать.“ Затем кто-то другой весело поднимает руку и говорит: „Разве мы уже не устраивали взрыв задницы?“ Что мы и сделали в 1-м сезоне с Прозрачным, что очень весело.
Итак, как только вы убираете задницы со стола, на самом деле остаётся не так много отверстий, в которые вы можете войти. И именно Крэйг привёл этот аргумент. Он такой: „Смотри, со ртом не смешно, а с задницей уже делали.“ Итак, мы собираемся проложить какой-то новый путь, так сказать, через игольное ушко. И это было так забавно.

Несмотря на то, что он был очень подслащён эффектами, это был практичный пенис. Это головка пениса высотой 11 футов и длиной 20 футов, имеющая мочеиспускательный канал, туннель в нём, и она построена за большие деньги. Мы заставили Sony и Amazon заплатить так много денег за создание этого декорации. И это ещё одна причина, по которой я люблю свою работу».
В сезоне присутствует музыкальная сцена, происходящая в больнице, между Кимико и Французиком, которая показана в пятом эпизоде «Последний взор на сей мир лжи», причём Крипке намеревался включить эту сцену со второго сезона сериала. На этот эпизод намекали в Твиттере 14 июня 2022 года с сообщением «Принесите свои танцевальные туфли» и хэштегом #TheBoysMusical. Фукухара расценила эту сцену как возможность сблизиться с Капоном: «Танцевальные репетиции действительно сблизили нас, и я думаю, вы можете увидеть это и на экране. Есть что-то такое в совместной работе над чем-то, например, в командных видах спорта, что объединяет людей».

### Подбор актёров
17 августа 2020 года было объявлено, что Дженсен Эклз присоединится к сериалу в роли Солдатика, пообещав, что «персонаж привнесёт в эту роль столько юмора, пафоса и опасности». 7 июня 2021 года Эклз поделился в социальных сетях изображением в своём первом образе персонажа. Лора Джин Шеннон разработала костюм для Солдатика, используя военный зелёный цвет и называя его «оригинальным крутым парнем». В конце концов она объяснила, как костюм подходит его характеру: «Наша цель состояла в том, чтобы подчеркнуть ушедшую эпоху откровенной мужественности и твёрдости. С этим происхождением мы с головой окунулись в выпечку с чисто американским качеством, основанным на солдатской практичности и изрядной дозе ковбойской развязности старой школы. Мы знали, что у актёра должна быть внешность Стива Маккуина и манеры Джона Уэйна — к счастью, Дженсен Эклз воплощает всё это».
30 октября 2020 года было объявлено, что Клаудия Думит и Колби Минифи вернутся к своим соответствующим ролям Виктории Ньюман и Эшли Барретт, и обе будут повышены до основного состава сериала. 26 марта 2021 года было объявлено, что Катя Винтер присоединилась к шоу в роли русской мафиози Маленькой Нины. 25 июня 2021 года было объявлено, что Лори Холден присоединится к шоу в роли супергероини и бывшей девушки Солдатика, Алой Графини. 23 июня 2021 года Майлз Гастон Вильянуэва, Шон Патрик Флэнери и Ник Уэкслер присоединились к сериалу в соответствующих ролях Суперсоника, Пороха и Синего Ястреба. 5 октября 2021 года Фрэнсис Тёрнер, Кристин Бут и Джек Дулан присоединились к сериалу в качестве повторяющихся персонажей. Бут и Дулан появляются в ролях близнецов Ти-Эн-Ти, причём первая — Тесса Ти-Эн-Ти, а второй — Томми Ти-Эн-Ти, в то время как Тёрнер заменила Альвину Огаст в роли бывшей жены MM, Моник.
Хотя изначально персонаж не должен был возвращаться в этом сезоне, Ая Кэш повторила свою роль Штормфронт, появившись в качестве гостя в премьере сезона. Крипке признался, что принял решение вернуть героиню даже в небольшой роли и что даже Кэш не знала о её возвращении в сезоне. Энтони Старр признался, что ему понравилось снова работать с Кэш: «Мы стали по-настоящему близкими друзьями после того, как вместе снялись во 2-м сезоне. Вернуть её, пусть даже всего на пару дней, было просто здорово. Её очень не хватает, но её навсегда запомнят в 3 сезоне, дрочащей Хоумлендеру». Шарлиз Терон неожиданно появилась в эпизодической роли Штормфронт в премьере сезона в трейлере вымышленного фильма «Рассвет Семёрки». Пол Райзер также появляется в сериале в роли Легенды, который является пародией на Стэна Ли. Кумэйл Нанджиани повторил свою роль Вика из мультсериала «Пацаны: Осатанелые» в эпизоде «Героргазм». Актёр озвучки Эрик Бауза озвучил талисмана пиццы Бобра Бастера. Анимацию предоставила 6 Point Harness, бывшее рабочее место Баузы в анимации.

### Съёмки
24 февраля 2021 года Крипке поделился в своём Твиттере статуей Хоумлендера на съёмочной площадке шоу, подтвердив, что производство третьего сезона официально началось в Торонто, Онтарио, причём конференц-центр Metro был преобразован в вымышленную студию «Vought Studios» для шоу. Крипке был обеспокоен тем, что COVID-19 может поставить под угрозу съёмки сезона, вызвав конфликты с графиком съёмок, приглашёнными звёздами и тем, как это может работать с сюжетом. Тем не менее, команда усердно работала и сумела принять несколько мер предосторожности, чтобы обеспечить безопасность каждого работника, что признал Карл Урбан, хотя изначально планировалось, что производство сезона начнётся в конце января. 10 сентября 2021 года Карл Урбан подтвердил, что съёмки сезона официально завершены.
Как и в предыдущих сезонах, несколько сцен были сняты в Рой-Томсон-Холле, чтобы запечатлеть внешний вид башни Семёрки, причём последняя была воссоздана в цифровом формате. Съёмочная группа снимала конференц-центр Metro Toronto, который должен был быть преобразован во внутреннюю часть штаб-квартиры «Vought» для сериала, которая включала несколько постеров суперов Хоумлендера и Старлайт. Шоу также было снято в нескольких местах для других сцен, от северной части центра Торонто до Янг-стрит, и несколько эпизодов были сняты в районе Маленькой Италии. Съёмочной группе удалось сделать снимок Флэтайрон-билдинг для квартиры, в которой проживают Пацаны, хотя внутренние съёмки, вероятно, проходили на съёмочной площадке в студии. Съёмочная группа снимала снаружи поместья Сент-Джордж для вымышленного реалити-шоу «Американский герой». Сериал также снимался в Canada’s Wonderland на Medieval Faire, чтобы воссоздать вымышленный тематический парк Vought Land во вселенной, где Кимико и Французик противостоят Алой Графине.

### Визуальные эффекты
Компаниями, которые отвечали за создание визуальных эффектов для сезона, были Pixomondo, Rocket Science VFX, MPC Episodic, Soho VFX, Ingenuity Studios, Rising Sun Pictures, Studio 8 и Outpost VFX. Стефан Флит снова был ответственным за то, чтобы быть супервайзером визуальных эффектов после работы в предыдущих сезонах. Флит сообщил, что в этом сезоне будет больше визуальных эффектов, чем в предыдущих сезонах, но сохранятся персонажи и история, созданные создателями сериала. Лаз Алонсо рассказал, что в этом сезоне было использовано в три раза больше крови, чем в предыдущем сезоне: «Я объясню вам это так. Я разговаривал с главным гримёром, и она отвечает за заказ крови — это одна из её многочисленных обязанностей. Она говорила мне это весь 2-й сезон… Когда вы говорите о массе, я не думаю, что во 2-м сезоне они использовали больше галлона крови, хотите верьте, хотите нет. В третьем сезоне у нас уже три с половиной галлона крови. Так что это должно дать вам небольшое представление о том, к чему всё идёт».
Для сцены, в которой Термит проникает в мочеиспускательный канал своего любовника, а затем взрывает его, Бретт Геддес подтвердил, что съёмочная группа создала протез пениса высотой 11 футов и длиной 30 футов (по образцу Сета Рогена), опубликовав пост в своём аккаунте в Instagram с собственной фотографией рядом со своим дублёром Алексом Армбрустером, позирующим перед фальшивым пенисом, покрытым белым порошком. Шоу также создало полностью созданного компьютерного осьминога для сцены, где Хоумлендер заставляет Подводного съесть его, чтобы воссоединиться с «Семёркой», поскольку съёмочная группа не хотела подвергать опасности или причинять вред какому-либо животному. Флит также рассказал, что съёмочная группа создала гигантский мешок с белым порошком для первого эпизода, где Термит, несмотря на свои небольшие размеры, попадает в плен к Бутчеру в мешок, полный кокаина, и попадает под стражу Федерального бюро по делам сверхлюдей. Аниматронная модель осьминога была создана для сцены, где он занимается сексом с Подводным в шестом эпизоде «Героргазме».

### Музыка
Альбом с саундтреком был выпущен в цифровом формате 8 июля 2022 года на лейбле Madison Gate Records. Кристофер Леннерц сочинил оригинальный саундтрек к сезону, сделав это ранее для предыдущих сезонов. 3 июня 2022 года Madison Gate Records выпустили свои первые три песни для шоу, написанные Кристофером Леннерцем, причём первыми двумя были «You’ve Got a License to Drive (Me Crazy)» и «Rock My Kiss», обе они были исполнены Майлзом Гастоном Вильянуэвой, а третьей была «America’s Son» в исполнении Лори Холден. 17 июня 2022 года ещё одной песней, в исполнении Холден, была «Chimps Don’t Cry», которая была выпущена вместе с музыкальным клипом.
Вся музыка написана Кристофером Леннерцем (если не указано иначе).
| №                   | Название                                   | Музыка                  | Длительность |
| ------------------- | ------------------------------------------ | ----------------------- | ------------ |
| 1.                  | «Not Ready»                                |                         | 1:38         |
| 2.                  | «Dawn of the Seven»                        |                         | 2:07         |
| 3.                  | «Termite Fight and Rescue»                 |                         | 1:50         |
| 4.                  | «Rock My Kiss»                             | Майлз Гастон Вильянуэва | 2:25         |
| 5.                  | «The Vial»                                 |                         | 1:52         |
| 6.                  | «Mother's Milk Torment»                    |                         | 1:51         |
| 7.                  | «You've Got a License to Drive (Me Crazy)» | Вильянуэва              | 2:29         |
| 8.                  | «Soldier Boy»                              |                         | 0:56         |
| 9.                  | «America's Son»                            | Лори Холден             | 2:42         |
| 10.                 | «Home for the Super Abled»                 |                         | 1:12         |
| 11.                 | «Chimps Don't Cry»                         | Холден                  | 3:57         |
| 12.                 | «Fish Sex / Timothy»                       |                         | 1:51         |
| 13.                 | «Dream a Little Dream of Me»               | Карен Фукухара          | 2:09         |
| 14.                 | «#Homelight»                               |                         | 1:58         |
| 15.                 | «Butcher Sold Me»                          |                         | 2:06         |
| 16.                 | «Russian Compound»                         |                         | 1:48         |
| 17.                 | «Shootout»                                 |                         | 2:01         |
| 18.                 | «That Will Be Hughie»                      |                         | 3:35         |
| 19.                 | «Soldier Boy Alive»                        |                         | 1:57         |
| 20.                 | «Maeve Hates Homelander»                   |                         | 2:26         |
| 21.                 | «The Only Way I Could Save You»            |                         | 3:31         |
| 22.                 | «A-Train and Turbo Rush»                   |                         | 1:52         |
| 23.                 | «Red Thunder»                              |                         | 1:42         |
| 24.                 | «Kimiko and Frenchie Tortured»             |                         | 3:21         |
| 25.                 | «Soldier Boy vs. Homelander»               |                         | 3:46         |
| 26.                 | «From a Logical Point of View»             | Дженсен Эклз            | 2:57         |
| 27.                 | «Black Noir's Cartoon»                     |                         | 1:34         |
| 28.                 | «Dreams of Assault»                        |                         | 1:48         |
| 29.                 | «Black Noir Dies»                          |                         | 0:33         |
| 30.                 | «Vought Tower Break In»                    |                         | 1:42         |
| 31.                 | «Unholy Team Up»                           |                         | 3:20         |
| 32.                 | «Maeve's Ultimate Sacrifice»               |                         | 4:13         |
| 33.                 | «I Can Do Anything / Finale»               |                         | 1:05         |
| Общая длительность: | Общая длительность:                        | Общая длительность:     | 74:34        |

## Маркетинг
В преддверии премьеры третьего сезона Amazon объявила, что сериал будет выпускать видеосегменты сериала в виде новостных репортажей о вселенной с канала Vought News Network на YouTube под названием «Семёрка на 7». Видеосегменты выпускались в седьмой день каждого месяца в течение семи месяцев, начиная с июля 2021 года и заканчивая январём 2022 года. Видеосегменты служат связующим звеном между 2 и 3 сезонами, причём каждый сегмент содержит разные истории, которые рассказывают о серии событий, которые, как ожидается, произойдут в предстоящих эпизодах, и знакомят с новыми персонажами. Мэттью Эдисон присоединился к шоу в качестве ведущего новостей Кэмерона Коулмана, роль, которую он потом повторил в третьем сезоне сериала.
10 марта 2022 года в Твиттере был опубликован тизер-постер, на котором Бутчер получает тепловое зрение, и на котором присутствует подпись «Скоро придёт время выровнять игровое поле», предполагая, что персонаж получит сверхспособности, чтобы быть на уровне суперов, чтобы, наконец, встретиться с ними лицом к лицу. Тизер-трейлер был выпущен всего два дня спустя и официально подтвердил, что суперспособностью Бутчера будет тепловое зрение. 13 мая 2022 года был выпущен тематический тизер-постер к вымышленному фильму «Расплата» из вселенной сериала, в котором каждый член группы супергероев изображён с Солдатиком спереди и в центре плаката, а другими участниками являются Алая Графиня, Ти-Эн-Ти (Томми и Тесса), Мозговой штурм, Выброс воздуха, Порох и Чёрный Нуар.
16 мая 2022 года был выпущен официальный трейлер сезона, в котором дразнили введением Препарата V, который даёт сверхспособности всего на 24 часа, более известного как V24, который, как выяснилось, является источником сверхспособностей Бутчера. 21 мая 2022 года Amazon опубликовал трейлер к вымышленному фильму «Рассвет Семёрки», который также назывался Версией Бурка, ссылаясь на фильм «Лига справедливости Зака Снайдера». Веб-сайт www.dawnoftheseven.com, который предоставляет пользователям подробную информацию о вымышленном фильме, также был создан в рамках вирусного маркетинга во вселенной сериала. Также были выпущены постеры, причём основной постер был разработан Кайлом Ламбертом, который также работал над постерами к сериалу «Очень странные дела», а остальные были индивидуальными постерами для каждого из пяти участников «Семёрки», а именно для Хоумлендера, Старлайт, Чёрного Нуара, Королевы Мэйв и Экспресса. 30 мая 2022 года в Твиттере было опубликовано короткое видео на тему антинаркотической кампании 1980-х годов, в котором Дженсен Эклз изображает Солдатика, ссылающегося на кампанию «Просто скажи „нет“». На следующий день были опубликованы отрывки с Солдатиком, раскрывающие истинное лицо персонажа как лицемерного вспыльчивого, алкоголика и наркомана-супергероя.

## Релиз
Премьера первых трёх эпизодов третьего сезона «Пацанов» состоялась на Amazon Prime Video 3 июня 2022 года, в то время как остальные эпизоды выпускались еженедельно до 8 июля. Из-за графического изображения оргии, которая ожидались для эпизода, шестой эпизод сезона «Героргазм» включает в себя предупреждающий знак на трейлере, который был опубликован в Твиттере, который гласит: «В этом эпизоде изображена массовая оргия суперов, проникновение в воздухе, нанесение увечий с помощью фаллоимитатора, смазка повышенной прочности, фаллосы-сосульки и ругань. Это не подходит ни для какой аудитории».

## Приём

### Реакция критиков
На Rotten Tomatoes третий сезон получил рейтинг 98 %, основанный на 154 отзывах, со средним рейтингом 8,2/10. Консенсус сайта гласит: «Сумев поднять ставку на то, что уже было одной из самых дерзких сатир на телевидении, третий сезон „Пацанов“ одновременно бодряще интуитивен и порочно умён». На Metacritic сезон имеет средневзвешенный балл 77 из 100, основываясь на отзывах 20 критиков, что указывает на «в целом благоприятные отзывы».
Элисон Форман из The A.V. Club оценила сезон на «А» и написала: «Наполненный, как всегда, весёлым экшеном, неожиданными камео и острыми комментариями, третий сезон „Пацанов“ подходит почти по всем параметрам для тех, кто ищет экранного катарсиса среди разочарования, нетерпения и горя в реальном мире». Люси Мэнган из «The Guardian» оценила сезон на 4 звезды из 5 и сказала: «[„Пацаны“] идут от силы к силе. Между актёрами, сценаристами или зрителями трудно сказать, кому больше весело». Дженнифер Биссет из CNET похвалила сериал за его мета-юмор и развитие персонажей и прокомментировала: «Каждый эпизод гарантирует прелюбодеяние и кровопролитие раннего уровня „Игры престолов“, хотя кровавые эпизоды имеют мультяшный CGI-блеск. Даже сюжетная линия сокрытия Солдатика перекликается с тайной Штормфронт из 2-го сезона. К счастью, как всегда, „Пацаны“ находит своё сладкое местечко. Он делает это с помощью персонажей, более узнаваемых и противоречивых, чем даже самые обычные герои Disney+». Сэм Стоун из CBR положительно отнёсся к сериалу и сказал: «Прошло три сезона, и „Пацаны“ более чем заслужили своё место как один из лучших супергеройских телесериалов всех времён и как одно из лучших оригинальных шоу, транслируемых на Prime Video. Очевидно, что она всё ещё не для слабонервных, сатира на супергероев возвращается в свой третий сезон более злой и прямой, чем когда-либо, с кровью, льющейся рекой, поскольку её жестокие персонажи продолжают бесноваться».
Инку Кан из «The Washington Post» похвалила шоу за его темы и выступления и предположила: «Это крепко выстроенный сезон, но из-за него вы можете пропустить шоу в полную силу». Майкл Старр из «New York Post», который положительно отнёсся к шоу, прокомментировал: «Оно настолько странное и точное, с одними из самых острых сюжетов на телевидении, что практически не оставляет камня на камне от странностей. Оно захватывающе, с обычным мультяшным насилием в шоу, которое скорее смешное, чем тревожное». Брайан Лоури из CNN похвалил шоу за изображение супергеройского цинизма и выступлений и прокомментировал: «„Пацаны“ остаются творчески бесстрашными и, для тех, у кого есть на это смелость, очень весёлыми. Когда речь идёт о творческих комбинациях, таких как Хоумлендер, этот удар в один-два удара выглядит почти неудержимым». Джошуа Ривера из Polygon похвалил шоу за изображение реальных проблем, таких как администрация Трампа, и сказал: «Это подтверждает — неприятно видеть прямые ссылки на то, что Трамп сказал или сделал, когда он больше не президент. К счастью, „Пацаны“ кажутся произведением, созданным людьми, у которых достаточно боеприпасов для обеих сторон прохода, поскольку ни одна идеология не имеет монополии на жажду власти — или на поклонение тем, кто её накапливает». Мэгги Ловитт с сайта Collider оценила сезон на «B+» и сказала: «Третий сезон „Пацанов“ — это безумное, пропитанное кровью и наполненное членами путешествие в извращённый мир, где супергерои так же коррумпированы и чудовищны, как и правительственные учреждения, которые управляют ими, и мир готов и желает купиться на это безумие и позволить ему развиваться».
Энджи Хан из «The Hollywood Reporter» прокомментировала свой обзор: «„Пацаны“, будучи „Пацанами“, все эти относительно тонкие идеи по-прежнему достигают кульминации в одной масштабной, кровавой битве между Суперами, которая является скорее преувеличением, чем опровержением невесомого компьютерного насилия, подаваемого любым третьим актом Marvel. И да, это тошнотворная ирония в том, что это уничтожение влиятельных институтов происходит с нами из сериала, финансируемом одной из самых могущественных корпораций из всех. Но просить их кажется правильным в русле многосерийного стремления подвергнуть сомнению всеамериканский проект бездумного поклонения героям. Сериал не утратил своей горечи и остроты, и леденящие душу финальные кадры финала должны развеять все опасения на этот счёт. Но, как напоминает нам третий сезон, удары наносятся сильнее, когда есть что-то, за что стоит бороться». Джейк Кляйнман положительно отнёсся к сезону, хотя и считал его ненужным: «Возможно, „Пацаны“ были созданы для Трампа, и без его постоянного присутствия он кажется менее необходимым. Может быть, Marvel менее неприкасаема, чем это было несколько лет назад, и „Пацаны“ больше не кажутся лоскутной пародией, бьющей вверх, а больше похожей на Amazon, бьющую вниз».

### Зрительская аудитория
На неделе с 30 мая по 5 июня сообщалось, что третьему сезону шоу удалось занять пятое место в рейтинге Nielsen с более чем 949 миллионами минут просмотра первых трёх эпизодов. На следующей неделе количество просмотров шоу сократилось на 30 миллионов минут, сумев набрать 919 миллионов, хотя ему удалось занять второе место в рейтинге Nielsen.

## Комментарии
1. ↑  Представлен в эпизоде «Анимационная короткометражка о том, как обозлённые суперы убивают родителей» мультсериала «Пацаны: Осатанелые» (2022).